# Giovanni Battista Bussi de Pretis
Giovanni Battista kardinal Bussi de Pretis, italijanski rimskokatoliški duhovnik, škof in kardinal, * 11. september 1721, Urbino, † 27. junij 1800.

## Življenjepis
Leta 1794 je bil:
- 21. februarja imenovan za škofa Jesija in povzdignjen v kardinala,
- 13. aprila je prejel duhovniško posvečenje in
- 27. aprila je prejel še škofovsko posvečenje.